# Đội tuyển bóng đá U-23 quốc gia Nhật Bản
Đội tuyển bóng đá U-23 quốc gia Nhật Bản là một trong những đội tuyển bóng đá trẻ quốc gia Nhật Bản và được kiểm soát bởi Hiệp hội bóng đá Nhật Bản. Đội tuyển trẻ này đã xuất sắc giành được huy chương vàng tại Đại hội Thể thao châu Á 2010, hạng tư Olympic 2012, 2020 và hai chức vô địch giải vô địch bóng đá U-23 châu Á 2016 và cúp bóng đá U-23 châu Á 2024.
Kể từ năm 1992, người ta đã xác định rằng các đội tham dự Thế vận hội phải bao gồm các cầu thủ từ 23 tuổi trở xuống (một điều khoản hạn đã được thêm vào từ năm 1996). Do đó, về cơ bản, tên của đội được đổi thành "Đội tuyển bóng đá quốc gia U-22 Nhật Bản".Vì Thế vận hội Tokyo 2020 đã bị hoãn lại một năm nên tên của đội tuyển quốc gia năm 2021 là "Đội tuyển bóng đá quốc gia U-24 Nhật Bản.

## Các kỷ lục tại các giải đấu quốc tế

### Kỷ lục tại Thế vận hội
| Kỷ lục Thế vận hội | Kỷ lục Thế vận hội              | Kỷ lục Thế vận hội              | Kỷ lục Thế vận hội              | Kỷ lục Thế vận hội              | Kỷ lục Thế vận hội              | Kỷ lục Thế vận hội              | Kỷ lục Thế vận hội              | Kỷ lục Thế vận hội              |
| Năm                | Vòng                            | Vị trí                          | St                              | T                               | H                               | B                               | BT                              | BB                              |
| ------------------ | ------------------------------- | ------------------------------- | ------------------------------- | ------------------------------- | ------------------------------- | ------------------------------- | ------------------------------- | ------------------------------- |
| 1908–1988          | Xem Đội tuyển quốc gia Nhật Bản | Xem Đội tuyển quốc gia Nhật Bản | Xem Đội tuyển quốc gia Nhật Bản | Xem Đội tuyển quốc gia Nhật Bản | Xem Đội tuyển quốc gia Nhật Bản | Xem Đội tuyển quốc gia Nhật Bản | Xem Đội tuyển quốc gia Nhật Bản | Xem Đội tuyển quốc gia Nhật Bản |
| 1992               | Không vượt qua vòng loại        | Không vượt qua vòng loại        | Không vượt qua vòng loại        | Không vượt qua vòng loại        | Không vượt qua vòng loại        | Không vượt qua vòng loại        | Không vượt qua vòng loại        | Không vượt qua vòng loại        |
| 1996               | Vòng bảng                       | 9th                             | 3                               | 2                               | 0                               | 1                               | 4                               | 4                               |
| 2000               | Tứ kết                          | 5th                             | 4                               | 2                               | 1                               | 1                               | 6                               | 5                               |
| 2004               | Vòng bảng                       | 13th                            | 3                               | 1                               | 0                               | 2                               | 6                               | 7                               |
| 2008               | Vòng bảng                       | 15th                            | 3                               | 0                               | 0                               | 3                               | 1                               | 4                               |
| 2012               | Hạng tư                         | 4th                             | 6                               | 3                               | 1                               | 2                               | 6                               | 5                               |
| 2016               | Vòng bảng                       | 10th                            | 3                               | 1                               | 1                               | 1                               | 7                               | 7                               |
| 2020               | Hạng 4                          | 4th                             | 6                               | 3                               | 1                               | 2                               | 8                               | 5                               |
| 2024               | Vượt qua vòng loại              | Vượt qua vòng loại              | Vượt qua vòng loại              | Vượt qua vòng loại              | Vượt qua vòng loại              | Vượt qua vòng loại              | Vượt qua vòng loại              | Vượt qua vòng loại              |
| 2028               | Chưa xác định                   | Chưa xác định                   | Chưa xác định                   | Chưa xác định                   | Chưa xác định                   | Chưa xác định                   | Chưa xác định                   | Chưa xác định                   |
| 2032               | Chưa xác định                   | Chưa xác định                   | Chưa xác định                   | Chưa xác định                   | Chưa xác định                   | Chưa xác định                   | Chưa xác định                   | Chưa xác định                   |
| Tổng số            | Hạng tư                         | 8/9                             | 28                              | 12                              | 4                               | 12                              | 38                              | 38                              |

| Lịch sử Thế vận hội | Lịch sử Thế vận hội | Lịch sử Thế vận hội                     | Lịch sử Thế vận hội |
| Năm                 | Vòng                | Tỷ số                                   | Kết quả             |
| ------------------- | ------------------- | --------------------------------------- | ------------------- |
| 1996                | Vòng 1              | Nhật Bản 1 – 0 Brasil                   | Thắng               |
| 1996                | Vòng 1              | Nhật Bản 0 – 2 Nigeria                  | Thua                |
| 1996                | Vòng 1              | Nhật Bản 3 – 2 Hungary                  | Thắng               |
| 2000                | Vòng 1              | Nhật Bản 2 – 1 Nam Phi                  | Thắng               |
| 2000                | Vòng 1              | Nhật Bản 2 – 1 Slovakia                 | Thắng               |
| 2000                | Vòng 1              | Nhật Bản 0 – 1 Brasil                   | Thua                |
| 2000                | Tứ kết              | Nhật Bản 2 – 2 Hoa Kỳ                   | Hòa                 |
| 2004                | Vòng 1              | Nhật Bản 3 – 4 Paraguay                 | Thua                |
| 2004                | Vòng 1              | Nhật Bản 2 – 3 Ý                        | Thua                |
| 2004                | Vòng 1              | Nhật Bản 1 – 0 Ghana                    | Thắng               |
| 2008                | Vòng 1              | Nhật Bản 0 – 1 Hoa Kỳ                   | Thua                |
| 2008                | Vòng 1              | Nhật Bản 1 – 2 Nigeria                  | Thua                |
| 2008                | Vòng 1              | Nhật Bản 0 – 1 Hà Lan                   | Thua                |
| 2012                | Vòng 1              | Nhật Bản 1 – 0 Tây Ban Nha              | Thắng               |
| 2012                | Vòng 1              | Nhật Bản 1 – 0 Maroc                    | Thắng               |
| 2012                | Vòng 1              | Nhật Bản 0 – 0 Honduras                 | Hòa                 |
| 2012                | Tứ kết              | Nhật Bản 3 – 0 Ai Cập                   | Thắng               |
| 2012                | Bán kết             | Nhật Bản 1 – 3 México                   | Thua                |
| 2012                | Bronze Play-off     | Nhật Bản 0 – 2 Hàn Quốc                 | Thua                |
| 2016                | Vòng 1              | Nhật Bản 4 – 5 Nigeria                  | Thua                |
| 2016                | Vòng 1              | Nhật Bản 2 – 2 Colombia                 | Hòa                 |
| 2016                | Vòng 1              | Nhật Bản 1 – 0 Thụy Điển                | Thắng               |
| 2020                | Vòng 1              | Nhật Bản 1 – 0 Nam Phi                  | Thắng               |
| 2020                | Vòng 1              | Nhật Bản 2 – 1 México                   | Thắng               |
| 2020                | Vòng 1              | Nhật Bản 4 – 0 Nam Phi                  | Thắng               |
| 2020                | Tứ kết              | Nhật Bản 0 – 0 (pen: 4 – 2) New Zealand | Hòa                 |
| 2020                | Bán kết             | Nhật Bản 0 – 1 (aet) Tây Ban Nha        | Thua                |
| 2020                | Bronze Play-off     | Nhật Bản 1 – 3 México                   | Thua                |

### Giải vô địch bóng đá U-23 châu Á
| Kỷ lục giải vô địch bóng đá U-22/U-23 châu Á | Kỷ lục giải vô địch bóng đá U-22/U-23 châu Á | Kỷ lục giải vô địch bóng đá U-22/U-23 châu Á | Kỷ lục giải vô địch bóng đá U-22/U-23 châu Á | Kỷ lục giải vô địch bóng đá U-22/U-23 châu Á | Kỷ lục giải vô địch bóng đá U-22/U-23 châu Á | Kỷ lục giải vô địch bóng đá U-22/U-23 châu Á | Kỷ lục giải vô địch bóng đá U-22/U-23 châu Á | Kỷ lục giải vô địch bóng đá U-22/U-23 châu Á |
| Chủ nhà / Năm                                | Kết quả                                      | Vị trí                                       | St                                           | T                                            | H                                            | B                                            | BT                                           | BB                                           |
| -------------------------------------------- | -------------------------------------------- | -------------------------------------------- | -------------------------------------------- | -------------------------------------------- | -------------------------------------------- | -------------------------------------------- | -------------------------------------------- | -------------------------------------------- |
| 2013                                         | Tứ kết                                       | 7                                            | 4                                            | 1                                            | 2                                            | 1                                            | 8                                            | 5                                            |
| 2016                                         | Vô địch                                      | 1                                            | 6                                            | 6                                            | 0                                            | 0                                            | 15                                           | 4                                            |
| 2018                                         | Tứ kết                                       | 5                                            | 4                                            | 3                                            | 0                                            | 1                                            | 5                                            | 5                                            |
| 2020                                         | Vòng bảng                                    | 15                                           | 3                                            | 0                                            | 1                                            | 2                                            | 3                                            | 5                                            |
| 2022                                         | Hạng 3                                       | 3                                            | 6                                            | 4                                            | 1                                            | 1                                            | 11                                           | 3                                            |
| 2024                                         | Vô địch                                      | 1                                            | 6                                            | 5                                            | 0                                            | 1                                            | 10                                           | 3                                            |
| Tổng số                                      | 6/6                                          | Vô địch                                      | 29                                           | 19                                           | 4                                            | 6                                            | 52                                           | 25                                           |

| Lịch sử giải vô địch bóng đá U-22/U-23 châu Á | Lịch sử giải vô địch bóng đá U-22/U-23 châu Á | Lịch sử giải vô địch bóng đá U-22/U-23 châu Á | Lịch sử giải vô địch bóng đá U-22/U-23 châu Á |
| Năm                                           | Vòng                                          | Tỷ số                                         | Kết quả                                       |
| --------------------------------------------- | --------------------------------------------- | --------------------------------------------- | --------------------------------------------- |
| 2013                                          | Vòng bảng                                     | Nhật Bản 3 – 3 Iran                           | Hòa                                           |
| 2013                                          | Vòng bảng                                     | Nhật Bản 0 – 0 Kuwait                         | Hòa                                           |
| 2013                                          | Vòng bảng                                     | Nhật Bản 4 – 0 Úc                             | Thắng                                         |
| 2013                                          | Tứ kết                                        | Nhật Bản 0 – 1 Iraq                           | Thua                                          |
| 2016                                          | Vòng bảng                                     | Nhật Bản 1 – 0 CHDCND Triều Tiên              | Thắng                                         |
| 2016                                          | Vòng bảng                                     | Nhật Bản 4 – 0 Thái Lan                       | Thắng                                         |
| 2016                                          | Vòng bảng                                     | Nhật Bản 2 – 1 Ả Rập Xê Út                    | Thắng                                         |
| 2016                                          | Tứ kết                                        | Nhật Bản 3 – 0 Iran                           | Thắng                                         |
| 2016                                          | Bán kết                                       | Nhật Bản 2 – 1 Iraq                           | Thắng                                         |
| 2016                                          | Chung kết                                     | Nhật Bản 3 – 2 Hàn Quốc                       | Thắng                                         |
| 2018                                          | Vòng bảng                                     | Nhật Bản 1 – 0 Palestine                      | Thắng                                         |
| 2018                                          | Vòng bảng                                     | Nhật Bản 1 – 0 Thái Lan                       | Thắng                                         |
| 2018                                          | Vòng bảng                                     | Nhật Bản 3 – 1 CHDCND Triều Tiên              | Thắng                                         |
| 2018                                          | Tứ kết                                        | Nhật Bản 0 – 4 Uzbekistan                     | Thua                                          |
| 2020                                          | Vòng bảng                                     | Nhật Bản 1–2 Ả Rập Xê Út                      | Thua                                          |
| 2020                                          | Vòng bảng                                     | Nhật Bản 1–2 Syria                            | Thua                                          |
| 2020                                          | Vòng bảng                                     | Nhật Bản 1–1 Qatar                            | Hòa                                           |
| 2022                                          | Vòng bảng                                     | Nhật Bản 2–1 UAE                              | Thắng                                         |
| 2022                                          | Vòng bảng                                     | Nhật Bản 0–0 Ả Rập Xê Út                      | Hòa                                           |
| 2022                                          | Vòng bảng                                     | Nhật Bản 3–0 Tajikistan                       | Thắng                                         |
| 2022                                          | Tứ kết                                        | Nhật Bản 3–0 Hàn Quốc                         | Thắng                                         |
| 2022                                          | Bán kết                                       | Nhật Bản 0–2 Uzbekistan                       | Thua                                          |
| 2022                                          | Tranh hạng ba                                 | Nhật Bản 3–0 Úc                               | Thắng                                         |
| 2024                                          | Vòng bảng                                     | Nhật Bản 1–0 Trung Quốc                       | Thắng                                         |
| 2024                                          | Vòng bảng                                     | Nhật Bản 2–0 UAE                              | Thua                                          |
| 2024                                          | Vòng bảng                                     | Nhật Bản 0–1 Hàn Quốc                         | Thua                                          |
| 2024                                          | Tứ kết                                        | Nhật Bản 4–2 Qatar                            | Thắng                                         |
| 2024                                          | Bán kết                                       | Nhật Bản 2–0 Iraq                             | Thắng                                         |
| 2024                                          | Chung kết                                     | Nhật Bản 1–0 Uzbekistan                       | Thắng                                         |

### Kỷ lục Đại hội Thể thao châu Á
| Kỷ lục Đại hội Thể thao châu Á | Kỷ lục Đại hội Thể thao châu Á | Kỷ lục Đại hội Thể thao châu Á | Kỷ lục Đại hội Thể thao châu Á | Kỷ lục Đại hội Thể thao châu Á | Kỷ lục Đại hội Thể thao châu Á | Kỷ lục Đại hội Thể thao châu Á | Kỷ lục Đại hội Thể thao châu Á | Kỷ lục Đại hội Thể thao châu Á |
| Chủ nhà / Năm                  | Kết quả                        | Vị trí                         | St                             | T                              | H                              | B                              | BT                             | BB                             |
| ------------------------------ | ------------------------------ | ------------------------------ | ------------------------------ | ------------------------------ | ------------------------------ | ------------------------------ | ------------------------------ | ------------------------------ |
| 2002                           | Á quân                         | 2                              | 6                              | 5                              | 0                              | 1                              | 13                             | 4                              |
| 2006                           | Vòng 1                         | 11                             | 3                              | 2                              | 0                              | 1                              | 5                              | 4                              |
| 2010                           | Vô địch                        | 1                              | 7                              | 7                              | 0                              | 0                              | 17                             | 1                              |
| 2014                           | Tứ kết                         | 6                              | 5                              | 3                              | 0                              | 2                              | 10                             | 5                              |
| 2018                           | Á quân                         | 2                              | 7                              | 5                              | 0                              | 2                              | 10                             | 4                              |
| 2022                           | Á quân                         | 2                              | 6                              | 5                              | 0                              | 1                              | 18                             | 4                              |
| 2026                           | Chủ nhà                        | Chủ nhà                        | Chủ nhà                        | Chủ nhà                        | Chủ nhà                        | Chủ nhà                        | Chủ nhà                        | Chủ nhà                        |
| 2030                           | Chưa xác định                  | Chưa xác định                  | Chưa xác định                  | Chưa xác định                  | Chưa xác định                  | Chưa xác định                  | Chưa xác định                  | Chưa xác định                  |
| 2034                           | Chưa xác định                  | Chưa xác định                  | Chưa xác định                  | Chưa xác định                  | Chưa xác định                  | Chưa xác định                  | Chưa xác định                  | Chưa xác định                  |
| Tổng số                        | 6/6                            | Vô địch                        | 34                             | 27                             | 0                              | 7                              | 73                             | 22                             |

| Lịch sử Đại hội Thể thao châu Á | Lịch sử Đại hội Thể thao châu Á | Lịch sử Đại hội Thể thao châu Á  | Lịch sử Đại hội Thể thao châu Á |
| Năm                             | Vòng                            | Tỷ số                            | Kết quả                         |
| ------------------------------- | ------------------------------- | -------------------------------- | ------------------------------- |
| 2002                            | Vòng 1                          | Nhật Bản 2 – 0 Palestine         | Thắng                           |
| 2002                            | Vòng 1                          | Nhật Bản 5 – 2 Bahrain           | Thắng                           |
| 2002                            | Vòng 1                          | Nhật Bản 1 – 0 Uzbekistan        | Thắng                           |
| 2002                            | Tứ kết                          | Nhật Bản 1 – 0 Trung Quốc        | Thắng                           |
| 2002                            | Bán kết                         | Nhật Bản 3 – 0 Thái Lan          | Thắng                           |
| 2002                            | Chung kết                       | Nhật Bản 1 – 2 Iran              | Thua                            |
| 2006                            | Vòng 1                          | Nhật Bản 3 – 2 Pakistan          | Thắng                           |
| 2006                            | Vòng 1                          | Nhật Bản 1 – 0 Syria             | Thắng                           |
| 2006                            | Vòng 1                          | Nhật Bản 1 – 2 CHDCND Triều Tiên | Thua                            |
| 2010                            | Vòng 1                          | Nhật Bản 3 – 0 Trung Quốc        | Thắng                           |
| 2010                            | Vòng 1                          | Nhật Bản 2 – 0 Malaysia          | Thắng                           |
| 2010                            | Vòng 1                          | Nhật Bản 3 – 0 Kyrgyzstan        | Thắng                           |
| 2010                            | Vòng 2                          | Nhật Bản 5 – 0 Ấn Độ             | Thắng                           |
| 2010                            | Tứ kết                          | Nhật Bản 1 – 0 Thái Lan          | Thắng                           |
| 2010                            | Bán kết                         | Nhật Bản 2 – 1 Iran              | Thắng                           |
| 2010                            | Chung kết                       | Nhật Bản 1 – 0 UAE               | Thắng                           |
| 2014                            | Vòng 1                          | Nhật Bản 4 – 1 Kuwait            | Thắng                           |
| 2014                            | Vòng 1                          | Nhật Bản 1 – 3 Iraq              | Thua                            |
| 2014                            | Vòng 1                          | Nhật Bản 4 – 0 Nepal             | Thắng                           |
| 2014                            | Vòng 2                          | Nhật Bản 4 – 0 Palestine         | Thắng                           |
| 2014                            | Tứ kết                          | Nhật Bản 0 – 1 Hàn Quốc          | Thua                            |

## Lịch thi đấu và các kết quả

### 2018
| 10 tháng 1 năm 2018 VB U-23 AFC 2018 | Nhật Bản      | 1–0      | Palestine | Giang Âm, Trung Quốc                                                                               |  |
| 19:30                                | - Itakura 20' | Chi tiết |           | Sân vận động: Sân vận động Giang Âm, Giang Âm Lượng khán giả: 360 Trọng tài: Phó Minh (Trung Quốc) |  |

| 13 tháng 1 năm 2018 VB U-23 AFC 2018 | Thái Lan | 0–1      | Nhật Bản      | Giang Âm, Trung Quốc                                                                                     |  |
| 19:30                                |          | Chi tiết | - Itakura 90' | Sân vận động: Sân vận động Giang Âm, Giang Âm Lượng khán giả: 1,080 Trọng tài: Lưu Quách Dân (Hồng Kông) |  |

| 16 tháng 1 năm 2018 VB U-23 AFC 2018 | Nhật Bản                                             | 3–1      | CHDCND Triều Tiên | Giang Âm, Trung Quốc                                                                                        |  |
|                                      | - Yanagi 32' - Miyoshi 43' - Kang Ju-Hyok 73' (l.n.) | Chi tiết | - Kim Yu-Song 52' | Sân vận động: Sân vận động Giang Âm, Giang Âm Lượng khán giả: 320 Trọng tài: Fahad Al-Mirdasi (Ả Rập Xê Út) |  |

| 19 tháng 1 năm 2018 TK U-23 AFC 2018 | Nhật Bản | 0–4      | Uzbekistan                                           | Giang Âm, Trung Quốc                                                           |  |
|                                      |          | Chi tiết | - Sidikov 31' - Khamdamov 34' - Yakhshiboev 39', 47' | Sân vận động: Sân vận động Giang Âm, Giang Âm Trọng tài: Phí Minh (Trung Quốc) |  |

| 21 tháng 3 năm 2018 Giao hữu | Nhật Bản | 0–2      | Chile          | Asunción, Paraguay                                        |  |
| 19:30                        |          | Chi tiết | Lobos 34', 74' | Sân vận động: Sân vận động Defensores del Chaco, Asunción |  |

| 23 tháng 3 năm 2018 Giao hữu | Venezuela                              | 3–3      | Nhật Bản                      | Asunción, Paraguay                                        |  |
| 19:30                        | Palmezano 46' · Ramos 47' · Chacón 54' | Chi tiết | Shiihashi 3' · Maeda 15', 68' | Sân vận động: Sân vận động Defensores del Chaco, Asunción |  |

| 25 tháng 3 năm 2018 Giao hữu | Paraguay                    | 2–1      | Nhật Bản    | Asunción, Paraguay                                        |  |
| 19:30                        | Espinoza 30' · Ferreira 35' | Chi tiết | Miyoshi 78' | Sân vận động: Sân vận động Defensores del Chaco, Asunción |  |

| 28 tháng 5 năm 2018 2018 Toulon Tournament | Thổ Nhĩ Kỳ     | 2–1      | Nhật Bản    | Vitrolles, Pháp                                                                          |  |
| 17:00                                      | Akçay 61', 75' | Chi tiết | Miyoshi 44' | Sân vận động: Sân vận động Jules-Ladoumègue Trọng tài: Marco Antonio Ortiz Nava (México) |  |

| 31 tháng 5 năm 2018 2018 Toulon Tournament | Nhật Bản                             | 3–2      | Bồ Đào Nha                       | Vitrolles, Pháp                                                                      |  |
| 17:00                                      | Tagawa 36' · Ueda 77', 80+3' (ph.đ.) | Chi tiết | Luís Silva 32' · João Filipe 72' | Sân vận động: Sân vận động Jules-Ladoumègue Trọng tài: Trustin Farrugia Cann (Malta) |  |

| 3 tháng 6 năm 2018 2018 Toulon Tournament | Nhật Bản   | 1–1      | Canada  | Fos-sur-Mer, Pháp                                                 |  |
| 15:00                                     | Mitoma 60' | Chi tiết | Bair 9' | Sân vận động: Sân vận động Parsemain Trọng tài: Karim Abed (Pháp) |  |

| 7 tháng 6 năm 2018 2018 Toulon Tournament | Nhật Bản    | 1–0      | Togo | Carnoux-en-Provence, Pháp                                                         |  |
| 16:00                                     | Miyoshi 39' | Chi tiết |      | Sân vận động: Sân vận động Marcel Cerdan Trọng tài: Trustin Farrugia Cann (Malta) |  |

| 14 tháng 8 năm 2018 Asiad 2018 | Nhật Bản  | 1–0      | Nepal | Jakarta, Indonesia                  |  |
| 19:00 UTC+7                    | Mitoma 7' | Chi tiết |       | Trọng tài: Sultan Al-Marzooqi (UAE) |  |

| 16 tháng 8 năm 2018 Asiad 2018 | Pakistan | 0–4      | Nhật Bản                                | Jakarta, Indonesia                  |  |
| 19:00 UTC+7                    |          | Chi tiết | Iwasaki 2', 35' · Hatate 9' · Maeda 10' | Trọng tài: Ammar Mahfoodh (Bahrain) |  |

| 19 tháng 8 năm 2018 Asiad 2018 | Nhật Bản | 0–1      | Việt Nam            | Jakarta, Indonesia |  |
| 16:00 UTC+7                    |          | Chi tiết | Nguyễn Quang Hải 3' |                    |  |

| 24 tháng 8 năm 2018 Asiad 2018 | Malaysia | 0-1      | Nhật Bản           | Bekasi, Indonesia     |  |
| 19:30 UTC+7                    |          | Chi tiết | - Ueda 89' (ph.đ.) | Sân vận động: Patriot |  |

| 27 tháng 8 năm 2018 Asiad 2018 | Ả Rập Xê Út          | 1-2      | Nhật Bản          | Palembang, Indonesia                        |  |
| 16:00 UTC+7                    | - Tatsuta 39' (l.n.) | Chi tiết | - Iwasaki 31, 73' | Sân vận động: Sân vận động Gelora Sriwijaya |  |

| 29 tháng 8 năm 2018 Asiad 2018 | Nhật Bản   | 1-0      | UAE | Cibinong, Indonesia     |  |
| 19:30 UTC+7                    | - Ueda 78' | Chi tiết |     | Sân vận động: Pakansari |  |

| 1 tháng 9 năm 2018 Asiad 2018 | Hàn Quốc                                  | 2-1      | Nhật Bản    | Cibinong, Indonesia                                         |  |
| 18:30 UTC+7                   | - Lee Seung-woo 93' - Hwang Hee-chan 101' | Chi tiết | - Ueda 115' | Sân vận động: Pakansari Trọng tài: Aziz Asimov (Uzbekistan) |  |

### Bảng phân công Thế vận hội
- Thế vận hội 1996
- Thế vận hội 2000
- Thế vận hội 2004
- Thế vận hội 2008
- Thế vận hội 2012
- Thế vận hội 2016

### Bảng phân công Đại hội Thể thao châu Á
- Đại hội Thể thao châu Á 2006
- Đại hội Thể thao châu Á 2010
- Đại hội Thể thao châu Á 2014

### Huấn luyện viên
| Tên                 | Quốc tịch | Thời kì   |
| ------------------- | --------- | --------- |
| Yamaguchi Yoshitada | Nhật Bản  | 1990-1992 |
| Nishino Akira       | Nhật Bản  | 1993-1996 |
| Philippe Troussier  | Pháp      | 1998-2000 |
| Yamamoto Masakuni   | Nhật Bản  | 2002-2004 |
| Sorimachi Yasuharu  | Nhật Bản  | 2006-2008 |
| Sekizuka Takashi    | Nhật Bản  | 2010-2012 |
| Teguramori Makoto   | Nhật Bản  | 2014-2016 |
| Moriyasu Hajime     | Nhật Bản  | 2017-     |

## Đội tuyển

### Đội hình hiện tại
Đội hình các cầu thủ được triệu tập cho Olympic 2020, lần lượt tại trận đấu giao hữu gặp  U-24 Honduras và  U-24 Tây Ban Nha vào ngày 12 và ngày 17 tháng 7.
| 1                                          | TM | Keisuke Osako               | 28 tháng 7, 1999 (21 tuổi)  | Sanfrecce Hiroshima |  |  |
| 12                                         | TM | Kosei Tani                  | 22 tháng 11, 2000 (20 tuổi) | Shonan Bellmare     |  |  |
| 22                                         | TM | Zion SuzukiPRE              | 21 tháng 8, 2002 (18 tuổi)  | Urawa Reds          |  |  |
|                                            |    |                             |                             |                     |  |  |
| 2                                          | HV | Hiroki SakaiOA              | 12 tháng 4, 1990 (31 tuổi)  | Urawa Red Diamonds  |  |  |
| 3                                          | HV | Yuta Nakayama               | 16 tháng 2, 1997 (24 tuổi)  | PEC Zwolle          |  |  |
| 4                                          | HV | Ko Itakura                  | 27 tháng 1, 1997 (24 tuổi)  | Manchester City     |  |  |
| 5                                          | HV | Maya YoshidaOA (Đội trưởng) | 24 tháng 8, 1988 (32 tuổi)  | Sampdoria           |  |  |
| 13                                         | HV | Reo Hatate                  | 21 tháng 11, 1997 (23 tuổi) | Kawasaki Frontale   |  |  |
| 14                                         | HV | Takehiro Tomiyasu           | 5 tháng 11, 1998 (22 tuổi)  | Bologna             |  |  |
| 15                                         | HV | Daiki Hashioka              | 17 tháng 5, 1999 (22 tuổi)  | Sint-Truiden        |  |  |
| 20                                         | HV | Koki MachidaPRE             | 25 tháng 8, 1997 (23 tuổi)  | Kashima Antlers     |  |  |
| 21                                         | HV | Ayumu SekoPRE               | 7 tháng 6, 2000 (20 tuổi)   | Cerezo Osaka        |  |  |
|                                            |    |                             |                             |                     |  |  |
| 6                                          | TV | Wataru EndoOA               | 9 tháng 2, 1993 (28 tuổi)   | VfB Stuttgart       |  |  |
| 7                                          | TV | Takefusa Kubo               | 4 tháng 6, 2001 (20 tuổi)   | Real Madrid         |  |  |
| 8                                          | TV | Koji Miyoshi                | 26 tháng 3, 1997 (24 tuổi)  | Royal Antwerp       |  |  |
| 10                                         | TV | Ritsu Doan                  | 16 tháng 6, 1998 (22 tuổi)  | PSV Eindhoven       |  |  |
| 11                                         | TV | Kaoru Mitoma                | 20 tháng 5, 1997 (24 tuổi)  | Kawasaki Frontale   |  |  |
| 16                                         | TV | Yuki Soma                   | 25 tháng 2, 1997 (24 tuổi)  | Nagoya Grampus      |  |  |
| 17                                         | TV | Ao Tanaka                   | 10 tháng 9, 1998 (22 tuổi)  | Fortuna Düsseldorf  |  |  |
|                                            |    |                             |                             |                     |  |  |
| 9                                          | TĐ | Daizen Maeda                | 20 tháng 10, 1997 (23 tuổi) | Yokohama F. Marinos |  |  |
| 18                                         | TĐ | Ayase Ueda                  | 28 tháng 8, 1998 (22 tuổi)  | Kashima Antlers     |  |  |
| 19                                         | TĐ | Daichi HayashiPRE           | 23 tháng 5, 1997 (24 tuổi)  | Sagan Tosu          |  |  |
| OA Cầu thủ quá tuổi. PRE Cầu thủ đang chờ. |    |                             |                             |                     |  |  |

### Các đội hình trước
- Đội hình Thế vận hội Mùa hè 1996 – Nhật Bản
- Đội hình Thế vận hội Mùa hè 2000 – Nhật Bản
- Đội hình Thế vận hội Mùa hè 2008 – Nhật Bản
- Đội hình Thế vận hội Mùa hè 2012 – Nhật Bản
- Đội hình Thế vận hội Mùa hè 2016 – Nhật Bản